# 弗拉姆足球俱樂部
弗拉姆足球俱樂部，是冰島的一家足球俱樂部。主場位於雷克雅未克。球隊參加冰島足球超級聯賽的賽事。

## 外部連結
- Official website （页面存档备份，存于）
- （冰岛语） KKI: Fram Reykjavik - kki.is